# Доктор Хаус (6-й сезон)
Шестой сезон американского телесериала «Доктор Хаус», премьера которого состоялась на канале Fox 16 сентября 2009 года, а заключительная серия вышла 17 мая 2010 года, состоит из 22-х эпизодов.

## В ролях

### Основной состав
- Хью Лори — доктор Грегори Хаус
- Лиза Эдельштейн — доктор Лиза Кадди
- Омар Эппс — доктор Эрик Форман
- Роберт Шон Леонард — доктор Джеймс Уилсон
- Дженнифер Моррисон — доктор Эллисон Кэмерон
- Джесси Спенсер — доктор Роберт Чейз
- Питер Джейкобсон — доктор Крис Тауб
- Оливия Уайлд — доктор Реми «Тринадцатая» Хадли

### Второстепенный состав
- Майкл Уэстон — Лукас Дуглас
- Дженнифер Кристал-Фоли — Рэйчел Тауб
- Андре Брауэр — доктор Деррил Нолан
- Франка Потенте — Лидия
- Синтия Уотрос — доктор Сэм Карр
- Лин-Мануэль Миранда — Хуан Альварес
- Патрик Прайс — брат Джеффри Спаркман
- Трейси Вилар — сестра Реджина
- Кристина Видал — сестра Сэнди
- Морис Годин — доктор Лоуренс Гурани
- Рон Перкинс — доктор Рон Симпсон
- Найджел Гиббс — Сэнфорд Уэллс

## Эпизоды
| № общий | № в сезоне | Название                                   | Режиссёр             | Автор сценария                                                                                      | Дата премьеры    | Зрители в США (млн) |
| --- | ---------- | ------------------------------------------ | -------------------- | --------------------------------------------------------------------------------------------------- | ---------------- | ------------------- |
| 111112 | 12         | «Сломленный» «Broken»                      | Кэти Джейкобс        | Рассел Френд, Гарретт Лернер, Дэвид Фостер и Дэвид Шор                                              | 21 сентября 2009 | 15.76 17.25         |
| Спустя некоторое время, проведённое в Мэйфилде, Хаус наконец-то очищается от викодина и перестаёт видеть галлюцинации. В этот же день он пытается выписаться из госпиталя. Однако доктор Нолан — главный врач Мэйфилда — соглашается написать рекомендацию на восстановление медицинской лицензии Хауса лишь в том случае, если тот останется для более длительного лечения. По мнению доктора, проблемы Грега находятся гораздо глубже, чем кажется, и викодин был далеко не основной из них. Хаус вынужден пойти на предложение Нолана. Тем не менее, он не оставляет попыток сбежать из госпиталя. С помощью Уилсона и своего нового соседа по палате Альви, Хаус надеется найти компромат на доктора Нолана. И даже после очередной неудачи он вновь готов строить план побега.                                                   |            |                                            |                      | |                  |                     |
| 113 | 3          | «Полный провал» «Epic Fail»                | Грег Яйтанс          | Лиз Фридман и Сара Хесс                                                                             | 28 сентября 2009 | 14.44               |
| Форман пытается занять место Хауса в больнице «Принстон-Плейнсборо». В клинику попадает пациент со жгучей болью в ладонях. Он размещает свои симптомы в Интернете, предлагая вознаграждение за постановку правильного диагноза, в результате чего Форману приходится конкурировать со множеством виртуальных советчиков. В это время Хаус берёт уроки кулинарного искусства, чтобы отвлечься от боли в ноге. Диагноз: Болезнь Фабри |            |                                            |                      | |                  |                     |
| 114 | 4          | «Тиран» «The Tyrant»                       | Дэвид Стрэйтон       | Питер Блейк                                                                                         | 5 октября 2009   | 13.74               |
| Чтобы развлечь себя, Хаус возвращается в диагностический отдел. Форман уговаривает Чейза и Кэмерон вернуться в отдел. В это время в больницу поступает с кровавой рвотой новый пациент — Дибала, президент-диктатор, которого многие обвиняют в геноциде. В то же время Хаусу докучает его сосед снизу, к выходкам которого Хаус старается относиться терпимо. Диагноз: Бластомикоз (пациент умирает) |            |                                            |                      | |                  |                     |
| 115 | 5          | «Карма в действии» «Instant Karma»         | Грег Яйтанс          | Томас Л. Моран                                                                                      | 12 октября 2009  | 13.50               |
| Миллиардер считает, что его сын заболел вследствие кармы, что финансовое благосостояние обратно пропорционально его семейному благополучию. Хаус предполагает неизлечимую болезнь и говорит, что мальчику осталось жить сутки. Тем временем Форман должен представить доклад на конференции по поводу смерти тирана Дибалы, но в поддельных тестах завышен холестерин. Тринадцатая планирует уехать в Таиланд, но её поездку кто-то срывает. Диагноз: Антифосфолипидный синдром |            |                                            |                      | |                  |                     |
| 116 | 6          | «Храброе сердце» «Brave Heart»             | Мэтт Шекман          | Лоуренс Каплоу                                                                                      | 19 октября 2009  | 11.65               |
| В клинику попадает полицейский, отец, дед и прадед которого умерли в возрасте 40 лет от сердечного приступа. Пациент считает, что его постигнет та же участь. После ряда анализов и снимков, ничего не показавших, Хаус его выписывает, но вскоре выясняется, что проблема пациента реальна. Хаус в квартире у Уилсона переселяется из гостиной в спальню, где повсюду находятся фотографии и дипломы Эмбер, и вскоре начинает слышать странный шёпот по ночам. Чейз тем временем продолжает терзаться муками по поводу убийства Дибалы, даже исповедуется в церкви (безрезультатно), и в конечном счёте напивается. Диагноз: Наследственная аневризма в стволе мозга |            |                                            |                      | |                  |                     |
| 117 | 7          | «Известные неизвестные» «Known Unknown»    | Грег Яйтанс          | Мэттью Льюис и Дорис Иган                                                                           | 9 ноября 2009    | 13.31               |
| После закрытой вечеринки в отеле в клинику попадает 16-летняя девушка с опухшими кистями и стопами. Команда Хауса начинает лечить её от булимии, но у пациентки развиваются внутренние кровотечения. Хаус отправляется вместе с Уилсоном и Кадди на конференцию по фармакологии, где Джеймс собирается прочитать доклад о своем последнем пациенте и признаться, что помог ему умереть. Это может стоить Уилсону карьеры, но тот не желает ничего слушать. В итоге Хаус накачивает Уилсона наркотиками и читает доклад вместо него. В то же время между Хаусом и Кадди начинают завязываться романтические отношения. Однако выясняется, что Кадди уже не свободна. Кэмерон из-за странного поведения Чейза начинает подозревать мужа в измене. Диагноз: Гемохроматоз, инфицирование Vibrio vulnificus вследствие употребления устриц |            |                                            |                      | |                  |                     |
| 118 | 8          | «Командная игра» «Teamwork»                | Дэвид Стрэйтон       | Эли Атти                                                                                            | 16 ноября 2009   | 12.67               |
| После восстановления медицинской лицензии Хаус вновь становится главой диагностического отдела. В это же время в госпиталь поступает Хэнк Хардвик, звезда порнофильмов, страдающий от пульсирующей боли в глазу. После того как Чейз рассказал Кэмерон, что это он убил Дибалу, они собираются уйти из клиники, чтобы начать новую жизнь, но Форман уговаривает их остаться до завершения дела. Хаус, предвидя скорое сокращение своей команды, пытается вернуть в неё Тауба и Тринадцатую, которые наотрез отказываются даже говорить об этом. Между тем, Кадди осознает, что «Принстон-Плейнсборо» не самое подходящее место для развития отношений. Диагноз: Внекишечная болезнь Крона, стронгилоидоз |            |                                            |                      | |                  |                     |
| 119 | 9          | «Счастье в неведении» «Ignorance Is Bliss» | Грег Яйтанс          | Дэвид Хоселтон                                                                                      | 23 ноября 2009   | 11.95               |
| В канун Дня благодарения Хаус и его команда ставят диагноз Джеймсу Сидису, исключительно выдающемуся физику и писателю, который променял карьеру на работу курьера. Для больного пациента интеллект стал тяжким бременем, которое вызвало депрессию и зависимость, а это, вместе с множеством странных симптомов, ставит команду Хауса в тупик. Тем временем Хаус пытается поссорить Кадди и Лукаса, а Чейз борется с надоедливыми утешениями коллег по поводу ухода Кэмерон. Диагноз: Тромбоцитопенический акроангиотромбоз (болезнь Мошкович), наличие дополнительных селезёнок, длительное отравление Робитуссином |            |                                            |                      | |                  |                     |
| 120 | 10         | «Уилсон» «Wilson»                          | Лесли Линка Глаттер  | Дэвид Фостер                                                                                        | 30 ноября 2009   | 13.24               |
| Когда у Такера, друга и бывшего пациента Уилсона, случается паралич руки, Уилсон берётся за его дело. И хотя сам Уилсон считает, что это не рак, Хаус с ним не соглашается и предлагает пари. Когда выясняется действительный диагноз Такера, Джеймсу приходится выбирать, кем ему лучше быть — другом или врачом. В это же время Кадди подыскивает новый дом для себя и Лукаса. Диагноз: Острый лимфобластный лейкоз |            |                                            |                      | |                  |                     |
| 121 | 11         | «Под прикрытием» «The Down Low»            | Ник Гомеc            | Сара Хесс и Лиз Фридман                                                                             | 11 января 2010   | 12.25               |
| В больницу, внезапно потеряв сознание на встрече наркодилеров, попадает Микки — агент, работающий под прикрытием. Постановка диагноза осложняется тем, что не может быть собран полный анамнез — пациент боится разоблачения. Хаус и Уилсон переезжают в новую квартиру, где соседка принимает их за любовную парочку, но не верит Уилсону, когда он пытается её в этом переубедить. Тогда Хаус решает воспользоваться этим и разыграть из себя гея, чтобы в итоге переспать с соседкой. Чтобы помешать этому, Уилсон даже делает предложение Хаусу на глазах у соседки. Команда тем временем решает проучить Формана, заставив поверить, что все они зарабатывают больше него. Диагноз: Синдром Хьюза — Стовина (пациент умирает) |            |                                            |                      | |                  |                     |
| 122 | 12         | «Раскаяние» «Remorse»                      | Эндрю Бернштейн      | Питер Блейк                                                                                         | 25 января 2010   | 14.21               |
| В клинику попадает пациентка Валери с пульсирующей болью в ушах. По ходу лечения выясняется, что она психопатка — не способна испытывать чувства — и изменяла мужу ради карьеры, а с мужем — несимпатичным и простоватым человеком — живёт только из-за его высокого финансового положения. Тринадцатая пытается открыть мужу глаза на сущность его жены, в результате чего вступает в жёсткую конфронтацию с бесчувственной и влиятельной стервой. Хаус тем временем вынужден встретиться с бывшим однокурсником Лоренцо Уибберли, которому он подпортил один из экзаменов в институте и которому послал письмо с извинениями в рамках лечения от наркозависимости в госпитале Мэйфилд. Оказалось, что этот экзамен сыграл роковую роль во всей жизни Лоренцо. Диагноз: Болезнь Вильсона — Коновалова, психопатия                    |            |                                            |                      | |                  |                     |
| 123 | 13         | «На новый рубеж» «Moving the Chains»       | Дэвид Стрэйтон       | Рассел Френд и Гарретт Лернер                                                                       | 1 февраля 2010   | 13.38               |
| Дэрил, громадный чернокожий игрок в американский футбол, попадает в клинику после приступа ярости во время матча. Брат Формана выходит из тюрьмы, и Хаус нанимает его на работу своим помощником, преследуя при этом личные цели, а именно узнать правду о Формане. Дома у Хауса и Уилсона происходит ряд инцидентов, поначалу они подозревают в пакостничестве друг друга, но позже узнают, что это дело рук другого человека. На прием к Хаусу приходит парень, который не хочет идти на службу в армию. Диагноз: Меланома |            |                                            |                      | |                  |                     |
| 124 | 14         | «С пяти до девяти» «5 to 9»                | Эндрю Бернштейн      | Томас Л. Моран                                                                                      | 8 февраля 2010   | 13.60               |
| Эпизод освещает один день из жизни доктора Кадди: уход за приболевшей дочкой, личные отношения с Лукасом, переговоры со страховой компанией о продлении контракта, расследование пропажи медикаментов, пациенты со странностями. Хаус хочет вылечить пациента с раковой опухолью, заразив его малярией. |            |                                            |                      | |                  |                     |
| 125 | 15         | «Частная жизнь» «Private Lives»            | Санфорд Букставер    | Дорис Иган                                                                                          | 8 марта 2010     | 12.81               |
| В клинику попадает блогерша, у которой внезапно обнаружились синяки и открылось кровотечение. Прямо из больничной палаты, несмотря на разногласия с мужем, она пишет в свой блог о симптомах болезни, докторах, предполагаемых диагнозах, а также спрашивает у читателей совета по поводу наилучшего лечения. Хаус, Уилсон и Чейз посещают клуб пятиминутных свиданий для одиноких людей. Хаус узнает пикантные подробности из прошлого Уилсона и выставляет их на всеобщее обозрение. Джеймс пытается в отместку раскопать нечто подобное из личной жизни Грега. Диагноз: Аппендицит, митральная недостаточность, болезнь Уиппла |            |                                            |                      | |                  |                     |
| 126 | 16         | «Чёрная дыра» «Black Hole»                 | Грег Яйтанс          | Лоуренс Каплоу                                                                                      | 15 марта 2010    | 11.37               |
| Новым пациентом команды Хауса становится старшеклассница, внезапно потерявшая сознание во время лекции в планетарии. В больнице у девушки, помимо постоянных галлюцинаций, постепенно отказывают внутренние органы. После бесчисленных и безуспешных попыток диагностики её загадочной болезни, Хаус, нарушая правила, предпринимает последнюю попытку: исследует когнитивную модель её мозга, чтобы найти новые зацепки и поставить диагноз. Уилсон по настоянию Хауса пытается самостоятельно, без посторонней помощи, купить в квартиру мебель, в то время как сам Хаус настойчиво пытается проникнуть в тайны личной жизни Тауба. Диагноз: Церебральный шистосомоз |            |                                            |                      | |                  |                     |
| 127 | 17         | «Изоляция» «Lockdown»                      | Хью Лори             | Сюжет : Эли Атти и Питер Блейк Телесценарий : Расселл Френд, Гарретт Лернер, Эли Атти и Питер Блейк | 12 апреля 2010   | 10.80               |
| В больнице у молодой семьи пропадает новорождённая девочка. До окончания поисков, заблокированы входы и выходы. Все герои оказываются запертыми в разных помещениях и, пока Кадди разыскивает пропавшего ребёнка, проводят время за разными занятиями. Уилсон с Тринадцатой в буфете играют в «Правду или вызов». Форман и Тауб в архиве, в попытке найти что-нибудь интересное в личном деле Хауса, узнают много нового друг о друге. Чейз выясняет отношения с Кэмерон, которая привезла документы на развод для подписи. Хаус проводит несколько часов, делясь сокровенным со смертельно больным пациентом, близким ему по духу. |            |                                            |                      | |                  |                     |
| 128 | 18         | «Павший рыцарь» «Knight Fall»              | Хуан Хосе Кампанелья | Джон С. Келли                                                                                       | 19 апреля 2010   | 10.81               |
| У парня, участвующего в импровизированном рыцарском турнире, и на самом деле считающего себя рыцарем, происходит кровоизлияние в глаза, начинаются жуткие боли и выступает сыпь по всему телу. Команда в замешательстве и не может прийти к конкретному диагнозу. Уилсон начинает встречаться со своей бывшей женой Сэм, что дико не по душе Хаусу, который всеми средствами пытается помешать развитию их отношений, считая что Сэм повторно разобьёт сердце Джеймсу. Диагноз: Отравление стероидами |            |                                            |                      | |                  |                     |
| 129 | 19         | «Открыть и закрыть» «Open and Shut»        | Грег Яйтанс          | Лиз Фридман и Сара Хесс                                                                             | 26 апреля 2010   | 10.85               |
| У женщины, состоящей в открытом браке, внезапно возникает острая боль в животе во время сексуальной прелюдии. Хаус по-прежнему пытается разрушить отношения Уилсона и Сэм. Тауб предлагает открытый брак своей жене под впечатлением от обсуждения личной жизни пациентки и флирта с одной из сотрудниц госпиталя. Диагноз: Пурпура Геноха — Шенлейна |            |                                            |                      | |                  |                     |
| 130 | 20         | «Выбор» «The Choice»                       | Хуан Хосе Кампанелья | Дэвид Хоселтон                                                                                      | 3 мая 2010       | 9.98                |
| Тэд попадает в руки команды Хауса после того как теряет речь во время собственной свадьбы. Установление диагноза затрудняют интимные подробности из личной жизни парня, в результате ему приходится сделать непростой выбор. Уилсон находит оригинальный способ обеспечить себе вечера наедине с Самантой без присутствия Хауса. Диагноз: Мальформация Арнольда — Киари |            |                                            |                      | |                  |                     |
| 131 | 21         | «Багаж» «Baggage»                          | Дэвид Стрэйтон       | Дорис Иган и Дэвид Фостер                                                                           | 10 мая 2010      | 9.29                |
| В отношениях Хауса и Уилсона происходит предсказуемый поворот.[уточнить] С целью разобраться в себе Хаус вновь посещает своего психоаналитика из Мэйфилда, попутно расследуя загадочные причины полной потери памяти у молодой девушки. Также его ожидает неожиданная встреча со старым хорошим знакомым.[уточнить] Диагноз: Аллергическая реакция на чернила в татуировке |            |                                            |                      | |                  |                     |
| 132 | 22         | «Помоги мне» «Help Me»                     | Грег Яйтанс          | Питер Блейк, Рассел Френд и Гарретт Лернер                                                          | 17 мая 2010      | 11.06               |
| Хаус и Кадди отправляются на место катастрофы, где в результате падения подъёмного крана было разрушено здание и под завалами оказалось множество людей. По словам крановщика, за секунду до катастрофы он потерял сознание. Найдя это интересным, Хаус отправляет его со своей командой в Принстон — Плейнсборо и в дальнейшем руководит лечением по телефону. Вскоре он находит под завалами девушку по имени Ханна, которой придавило ногу железобетонной балкой. Хаус вынужден проводить с ней практически все время, чтобы не позволить Ханне впасть в панику. Изредка отлучаясь, он выясняет отношения с Кадди, которая, как выяснилось, собирается выйти за Лукаса замуж. Диагноз: Крановщик — арахноидальная киста. Ханна — жировая эмболия (умирает)                                                                         |            |                                            |                      | |                  |                     |